# Safia iochroma
Safia iochroma là một loài bướm đêm trong họ Noctuidae.